# Valsorda

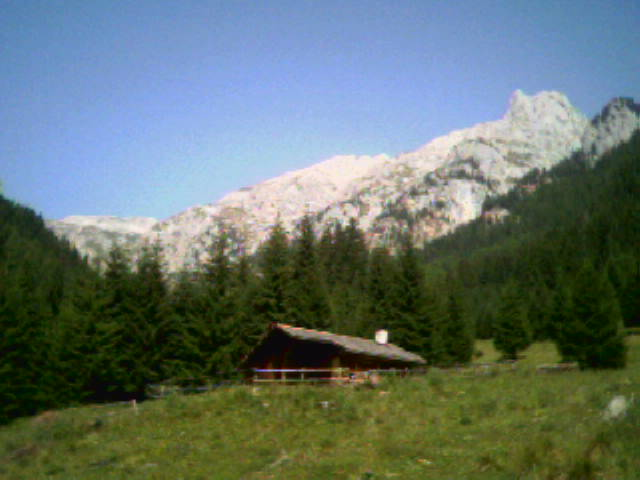
Il Baito de Valsorda, di proprietà della Magnifica Comunità di Fiemme

La Valsorda è una valle del Trentino orientale, laterale dell'alta Val di Fiemme. Si trova all'interno del gruppo dolomitico del Latemar, che si dispone a semicerchio intorno ad essa.
È solcata dall'omonimo torrente, che confluisce nell'Avisio in corrispondenza dell'abitato di Forno di Moena. È amministrativamente divisa fra i comuni di Moena (la porzione orientale della sinistra orografica) e Predazzo (il resto della vallata). Ricade in parte all'interno del territorio della Regola Feudale di Predazzo e della Magnifica Comunità di Fiemme. È percorsa dal sentiero CAI/SAT nr. 516, che da Forno lambisce il paesino di Medil e si addentra nel Latemar; una strada forestale vi penetra da Mezzavalle lungo i fianchi del Monte Feudo. Gli unici edifici sono rappresentati dal Bivacco A. Sieff, dalla Malga Valsorda e da una baita della Magnifica Comunità, che fungono da ricovero per gli escursionisti.
Fra le testimonianze del passato, da segnalare le scritte rupestri dei pastori, realizzate col "bol ros" (ematite), le più antiche delle quali risalgono al XVII secolo; e la "cava de le bore", un lungo canale lastricato utilizzato fino agli anni quaranta del Novecento per l'avvallamento invernale del legname.